# Ars-les-Favets

Ars-les-Favets este o comună în departamentul Puy-de-Dôme, Franța. În 1 ianuarie 2022 avea o populație de 221 de locuitori.